# Neohipparchus
Neohipparchus là một chi bướm đêm thuộc họ Geometridae.